# Ноулз, Пол
Пол Джон Но́улз (англ. Paul John Knowles; 25 апреля 1946, Орландо, Флорида — 18 декабря 1974, Джорджия) — американский серийный убийца, известный под прозвищем «Казанова», совершивший в течение 5 месяцев 1974 года 20 убийств на территории 8 штатов США. Настоящее количество жертв неизвестно. Сам Ноулс после ареста настаивал на совершении 35 убийств. Обладая выраженной харизмой, Пол Ноулс без всяких усилий завоевывал расположение и симпатию многих своих жертв. Один из самых активных серийных убийц 1970-х годов.

## Биография
Ноулз родился 25 апреля 1946 года. Воспитывался матерью и рос в социально-неблагополучной обстановке. Пол рано бросил школу, много времени проводил на улице и общался преимущественно с представителями криминальной субкультуры. В возрасте 7 лет Ноулз был пойман во время совершения кражи велосипеда. В последующие годы Ноулз неоднократно подвергался аресту за совершение краж и угоны автомобилей, вследствие чего большую часть юности провёл в учреждениях для несовершеннолетних преступников. В 1968 году он был арестован по обвинению в совершении очередной кражи со взломом, был осуждён и получил в качестве наказания 3 года лишения свободы, которые отбывал в тюрьме Florida State Prison, расположенной в муниципалитете Рейфорд. 
Пол вышел на свободу в 1971 году, но вскоре был снова арестован по аналогичным обвинениям. В 1972 году Ноулсу удалось совершить побег из окружной тюрьмы. Через три недели он был пойман и обвинён в совершении побега и оказании сопротивления при аресте. Ноулс был осуждён и получил в качестве наказания 5 лет лишения свободы. Оказавшись снова в заключении, Ноулс познакомился по переписке с официанткой Анджелой Ковик, которая оплатила Полу услуги адвоката. Из-за уголовно-процессуальных ошибок в деле Ноулса адвокату удалось добиться для своего подзащитного условно-досрочного освобождения, которое состоялось в мае 1974 года, после чего Пол отправился в Сан-Франциско для сожительства с Анджелой Ковик.
К тому времени у Пола Ноулса уже преобладала тяжёлая совокупность социально-психологических свойств и качеств, и вскоре между ним и Ковик произошёл социальный конфликт, вследствие чего Ноулс, испытывая чувство разочарования, вернулся в город Джексонвилл (штат Флорида), где в то время проживала его мать. Ноулс находился в состоянии тяжёлой депрессии в связи с семейными неурядицами и материальными проблемами, следствием чего стала мизантропия.

## Серия убийств
26 июля 1974 года Ноулс подрался в одном из баров Джексонвилла. В драке Пол нанёс ножевое ранение оппоненту, но смог скрыться до появления полиции. Будучи в розыске, он проник в дом 65-летней Элис Кертис. Ноулс связал женщину и вставил ей в рот кляп, после чего обыскал жилище. Похитив деньги и ценные вещи, Ноулс угнал машину женщины и скрылся. Элис Кертис не смогла освободиться от пут и умерла от удушения, став первой жертвой серийного убийцы.
1 августа Пол Ноулс случайно встретил двух сестёр, 11-летнюю Лилиан и 7-летнюю Майлетт Андерсон, бабушка которых была близкой подругой матери Ноулса. Сестры Андерсон также хорошо знали Пола. Будучи опознанным и опасаясь разоблачения, Пол посадил сестёр в салон своего автомобиля и увёз их. С целью избавления от свидетелей преступник задушил обеих девочек и утопил их тела в одном из болот на окраине города. 2 августа 1974 года Ноулс появился в городе Атлантик-Бич, где вечером познакомился с 49-летней Мэрджори Хоуи. Будучи очарованной его обаянием, женщина пригласила его к себе в дом, где поздно ночью Ноулс задушил её и украл из её дома телевизор. После этого убийства Ноулс решил покинуть пределы штата и переехал в штат Джорджия. 23 августа в городе Музелла Ноулс ворвался в дом Кэти Сью Пирс, напал на неё и задушил, но его спугнул плач трёхлетнего сына Пирс, после чего убийца покинул место преступления, не успев похитить ничего ценного.
В начале сентября Ноулс пересёк границы штата Огайо, где вскоре остановился в городе Лайма. Там в одном из баров, вечером 3 сентября Пол познакомился с 32-летним Уильямом Бейтсом, который занимал высокую должность в компании «Ohio Power Company». Пол, используя своё обаяние, завоевал доверие Бейтса, после чего мужчины покинули заведение вместе. Бейтс пропал. Жена Уильяма заявила в полицию об исчезновении мужа. В ходе расследования была обнаружена брошенная машина Элис Кертис, на которой всё это время передвигался Ноулс, а также нашлись свидетели, которые описали внешность человека, с которым Бейтс покинул бар в день своего исчезновения. Таким образом был составлен фоторобот Пола Ноулса. Полуразложившееся тело Уильяма Бейтса было найдено лишь в октябре 1974 года с признаками асфиксии.
Управляя автомобилем Бейтса, Ноулс переехал в штат Невада, где остановился в городе Эли. Находясь там, Ноулс 18 сентября 1974 года совершил нападение на двух пожилых отдыхающих, Эммета и Лоис Джонсон. В ходе нападения преступник связал и позже застрелил обеих жертв. Ноулсу удалось совершить идеальное убийство, не оставив никаких зацепок следствию, хотя в течение нескольких последующих дней Ноулс использовал их кредитные карты для оплаты своих расходов. 21 сентября 1974 года Пол Ноулс совершил очередное убийство, жертвой стала Шарлинн Хикс, чей мотоцикл заглох на одной из трасс. Девушка отказалась от помощи Ноулса и от предложенного знакомства, после чего преступник напал на девушку, изнасиловал её и впоследствии задушил. Её тело было найдено четыре дня спустя.
Это убийство произошло недалеко от города Сегин (штат Техас). Через два дня Ноулс появился в городе Бирмингем (штат Алабама), где 23 сентября 1974 года познакомился с косметологом Энн Доусон. Девушка проявила симпатию к преступнику и предложила ему переехать к ней в квартиру. В течение следующей недели Пол сожительствовал с девушкой, которая даже оплачивала его расходы. 29 сентября 1974 года Ноулс убил Доусон и сбросил её тело в реку Миссисипи. В середине октября Пол прибыл в город Марлборо (штат Коннектикут), где совершил очередное убийство. 16 октября он проник в дом Карен Вайн, в котором она проживала вместе с 16-летней дочерью Доун. Ноулс подверг своих жертв избиению и сексуальному насилию. Обыскав дом и похитив некоторые ценности, убийца задушил женщину и её дочь нейлоновыми чулками. После этого Ноулс покинул пределы штата и отправился в штат Виргиния.
18 октября Ноулз приехал в город Вудфорд, где ворвался в дом 53-летней Дорис Хоси и застрелил её из винтовки, принадлежавшей её мужу. Ноулс оставил орудие убийства в доме, предварительно удалив свои отпечатки пальцев, после чего покинул место преступления, не обыскав дом и не похитив никаких ценностей. Через несколько дней Ноулс направился обратно в штат Флорида. Находясь в городе Ки-Уэст, Пол подобрал двух автостопщиков, но был вскоре остановлен полицией за нарушение правил дорожного движения. Из-за ненадлежащего исполнения обязанностей офицером полиции, который не проверил ориентировку на имя Ноулса и на номер его автомобиля, Ноулс отделался испугом и незначительным штрафом, после чего прибыл в Майами, где высадил своих пассажиров, не причинив им никакого вреда. Лишь после этого, проверив данные Пола Ноулса и номер автомобиля, полиция обнаружила, что автомобиль принадлежит погибшему Уильяму Бейтсу. Ноулс был объявлен в розыск, и его впервые стали подозревать в совершении убийств.
Полу удалось покинуть штат Флорида и вернуться обратно на территорию штата Джорджия. 6 ноября в городе Милледжвилл Пол познакомился с 45-летним Карсвеллом Карром. Усыпив бдительность нового знакомого и расположив его к себе, Пол добился приглашения в дом Карра, где вскоре зарезал его, нанеся 27 ударов ножницами, и задушил его 15-летнюю дочь Мэнди. Убив девушку, Ноулс совершил акт некрофилии с её трупом. 8 ноября 1974 года Ноулс прибыл в Атланту, где в одном из баров города познакомился с британской журналисткой 45-летней Сэнди Фоукс. Женщина не отказала Ноулсу в интимной близости и пригласила его к себе домой. Однако пара столкнулась с эректильной дисфункцией Ноулса, после чего они расстались 10 ноября. 
После этого Ноулс впал в состояние тяжелого внутриличностного конфликта. Его действия приобрели хаотичность и признаки неорганизованности. Через несколько дней Пол неожиданно принимает решение в очередной раз вернуться во Флориду. Остановившись в городе Уэст-Палм-Бич, Ноулс проник в дом инвалида Беверли Мэйби. Не причинив никому вреда, Ноулс взял в заложники сестру Мэйби и угнал её автомобиль. Доехав до города Форт-Пирс, Пол высадил заложника, не причинив женщине никакого вреда, и отправился дальше.

## Арест
Утром 16 ноября 1974 года патрульный полицейский Чарльз Юджин Кэмпбелл остановил автомобиль Ноулса недалеко от города Перри (штат Флорида) и попытался арестовать его. Ноулз оказал сопротивление при аресте и в ходе борьбы смог отобрать пистолет у офицера. Взяв в заложники Кэмпбелла, он уехал на его патрульной машине. Через несколько километров, используя сирену автомобиля, Пол остановил автомобиль Джеймса Мейера. Преступник пересел в автомобиль Мейера, удерживая в заложниках его и офицера Кэмпбелла. Ноулз отвёз обоих мужчин в отдалённый лесной район в округе Пьюласки, приковал наручниками к дереву и застрелил обоих выстрелами в голову. Вскоре после этого Ноулз попытался прорваться через контрольно-пропускной пункт полиции в округе Генри, но, получив огнестрельное ранение в ногу, потерял контроль над управлением и врезался в дерево. Ноулс решил покинуть район поиска пешком. Была развернута поисковая операция, в которой участвовали кинологи с собаками, сотрудники правоохранительных органов из нескольких учреждений и вертолёты.
17 ноября 1974 года Ноулс был задержан местным жителем, 27-летним Дэвидом Кларком, ветераном войны во Вьетнаме, который под угрозой оружия вынудил Пола сдаться. Кларку удалось доставить преступника к ближайшему дому, жильцы которого вызвали полицию. В тот же день Ноулс был арестован и доставлен в полицейский участок. К тому времени Пол Ноулс находился уже за пределами периметра, входящего в зону поиска, и мог бы сбежать, если бы не действия местных жителей.

## Признание
Оказавшись под арестом, Пол Ноулс признался в совершении 35 убийств, но доказанными считались только 20 эпизодов. В ряде эпизодов его показания следствие сочло недостоверными. Так Ноулс заявил о том, что в конце мая после расставания с Анджелой Ковик убил трёх человек на улицах Сан-Франциско, но доказательств этому не нашлось. Тела некоторых из жертв никогда не были найдены. На допросе Ноулс заявил, что во второй половине дня 1 августа 1974 года убил девочку в возрасте 12—14 лет, но на предъявленных ему фотографиях пропавших детей он не смог её опознать, и ему не поверили. В то же время Ноулсу пытались инкриминировать убийства Эдварда Хилларда и Дебби Гриффин, которые пропали без вести 2 ноября 1974 года в городе Милледжвилл. Тело Хилларда было найдено в близлежащих лесах, а тело Гриффин так и не было обнаружено. Но Ноулс категорически отказался признать себя виновным в этих убийствах.

## Смерть
18 декабря 1974 года Ноулс под конвоем шерифа округа Бибб Эрла Ли и агента ФБР Рональда Энджела был этапирован из окружной тюрьмы Bibb County Jail в округ Пьюласки для проведения следственного эксперимента, целью которого было воспроизведение опытным путём действий, обстановки и других обстоятельств, связанных с убийством полицейского Чарльза Кемпбелла. Во время следования машины по шоссе Ноулсу удалось освободиться от наручников, после чего он попытался завладеть табельным оружием шерифа и контролем над управлением автомобиля. В ходе борьбы Рональд Энджел трижды выстрелил в грудь Полу Ноулсу, от чего преступник мгновенно скончался. Пол был похоронен в родном городе Джексонвилл в присутствии членов семьи. Мать Ноулса после его смерти не дала разрешение на использование мозга сына в научных целях. На момент смерти Полу Джону Ноулсу было всего 28 лет.

## В массовой культуре
Истории жизни и смерти Пола Ноулса посвящено несколько документальных фильмов. Британская журналистка Сэнди Фоукс, которая после знакомства с Ноулсом по необъяснимым причинам осталась в живых, впоследствии в 1977 году написала книгу «Время убивать» (англ. Killing Time), посвящённую описанию жизни и деятельности серийного убийцы, ставшую бестселлером. В 2004 году книга была переиздана под названием «Прирожденный убийца» (англ. Natural Born Killer).